# Marius Høibråten
Marius Høibråten, né le 23 janvier 1995 à Oslo en Norvège, est un footballeur norvégien, qui évolue au poste de défenseur central au Urawa Red Diamonds.

## Biographie

### Débuts professionnels
Né à Oslo en Norvège, Marius Høibråten est formé par le Lillestrøm SK. Il joue son premier match en professionnel le 27 novembre 2011, face au Fredrikstad FK, en championnat (0-0).
Le 15 août 2018, Marius Høibråten signe un contrat de deux ans avec le Sandefjord Fotball.

### FK Bodø/Glimt
Le 27 mai 2020, Marius Høibråten rejoint le FK Bodø/Glimt et s'engage pour un contrat courant jusqu'en 2023.  Il joue son premier match sous ses nouvelles couleurs le 16 juin 2020, lors de la première journée de la saison 2020 d'Eliteserien contre le Viking Stavanger. Il entre en jeu à la place de Marius Lode lors de cette rencontre remportée par son équipe sur le score de quatre buts à deux. Il est sacré Champion de Norvège en 2020.
Il est sacré Champion de Norvège une deuxième fois en 2021.

### Urawa Red Diamonds
Le 17 janvier 2023, Marius Høibråten rejoint le Japon afin de s'engager en faveur de Urawa Red Diamonds,.
Høibråten inscrit son premier but pour Urawa Red Diamonds le 15 avril 2023, face au Hokkaido Consadole Sapporo. Il participe ainsi à la victoire de son équipe (4-1 score final).

### En équipe nationale
Høibråten joue un total de quinze matchs avec les moins de 19 ans entre 2012 et 2013. Il officie également à trois reprises comme capitaine de cette sélection.
Il reçoit sa première sélection avec l'équipe de Norvège espoirs le 9 octobre 2014, contre l'Irlande. Une rencontre remportée par les Norvégiens sur le score de quatre buts à un. Au total, il reçoit sept sélections avec les espoirs.

## Palmarès
FK Bodø/Glimt
- Championnat de Norvège (2) :
  - Champion : 2020 et 2021.